# Weylmodul
Inom matematiken är en Weylmodul en representation av en reduktiv algebraisk grupp, introducerad av Carter och Lusztig (1974, 1974b) och uppkallade efter Hermann Weyl. I karakteristik 0 är dessa representationer irreducibla, men i positiv karakteristik kan de vara reducibla, och deras sammansättningar i irreducibla komponenter kan bara svåra att bestämma.